# 율리안 슈스터
율리안 슈스터(Julian Schuster, 1985년 4월 15일 ~ )는 프라이부르크의 주장으로 활약했던 독일의 전 축구 선수이다.

## 경력
- 2007년 VfB 슈투트가르트 입단(2007 ~ 2008)
- 2009년 SC 프라이부르크 이적(2008 ~ )